# Lotniskowce typu Queen Elizabeth
Lotniskowce typu Queen Elizabeth – typ dwóch brytyjskich współczesnych lotniskowców, które weszły do służby w marynarce brytyjskiej pod koniec drugiej dekady XXI wieku. Zastąpiły one wycofane wcześniej lekkie lotniskowce typu Invincible. Okręty mają wyporność 65 000 ton, długość 280 metrów i przenoszą do 40 samolotów krótkiego i pionowego startu i lądowania (V/STOL) lub śmigłowców. Podstawowe wyposażenie lotniskowców stanowią myśliwce wielozadaniowe Lockheed F-35B Lightning II oraz śmigłowce AgustaWestland Merlin. Uzbrojenie służy jedynie do samoobrony i stanowią je działka małokalibrowe, w tym kierowane radarowo zestawy Phalanx kalibru 20 mm. Napęd stanowią silniki elektryczne, dla których prąd wytwarzają turbiny gazowe i generatory wysokoprężne, pozwalające na osiąganie prędkości 26 węzłów. Okręty typu Queen Elizabeth są największymi w historii okrętami służącymi w Royal Navy i największymi na świecie po amerykańskich superlotniskowcach.
Po długim procesie projektowania i budowy, zapoczątkowanym decyzją rządu w 1998 roku, pierwszy okręt HMS „Queen Elizabeth” (R08) wszedł do służby w 2017 roku, uzyskując gotowość operacyjną w 2020 roku, a drugi HMS „Prince of Wales” (R09) wszedł do służby w 2019 roku. Okręty zbudowano w stoczni Babcock Marine w Rosyth, z udziałem licznych kooperantów, a za ich powstanie odpowiadało konsorcjum Aircraft Carrier Alliance, w skład którego wchodzą przedsiębiorstwa BAE Systems i Thales oraz brytyjskie Ministerstwo Obrony.

## Historia

### Geneza i projektowanie
Do końca lat 70. XX wieku Wielka Brytania posiadała jedynie lotniskowce, których budowę rozpoczęto jeszcze podczas II wojny światowej. Ich następcami miały być projektowane w latach 60. nowoczesne duże lotniskowce typu CVA-01, dla których po raz pierwszy przewidziano nazwę typu Queen Elizabeth, lecz zamówienie na nie zostało anulowane w 1966 roku z powodu cięć budżetowych. Miały one wypierać 54 650 ton i zabierać 47, a maksymalnie 62 samoloty i śmigłowce. W konsekwencji, ostatnim brytyjskim lotniskowcem uderzeniowym, a zarazem jedynym, z którego mogły operować myśliwce ponaddźwiękowe, do czasu powstania jednostek omawianych w artykule, był HMS „Ark Royal” (R09), wycofany w 1978 roku. Po tej dacie marynarka brytyjska używała tylko lekkich lotniskowców, o ograniczonych rozmiarach i mocy bojowej, przenoszących po kilkanaście myśliwców pionowego i krótkiego startu i lądowania (V/STOL) Harrier i śmigłowców, których głównym przeznaczeniem było zwalczanie radzieckich okrętów podwodnych. Oprócz starszego przebudowanego lotniskowca „Hermes”, były to trzy nowo zbudowane okręty typu Invincible o konfiguracji STOVL. Ostatni z nich HMS „Illustrious” został wycofany w 2014 roku, a już wcześniej w 2010 roku wycofano samoloty Harrier, po czym Royal Navy pozostała po raz pierwszy od I wojny światowej bez okrętów przenoszących samoloty.

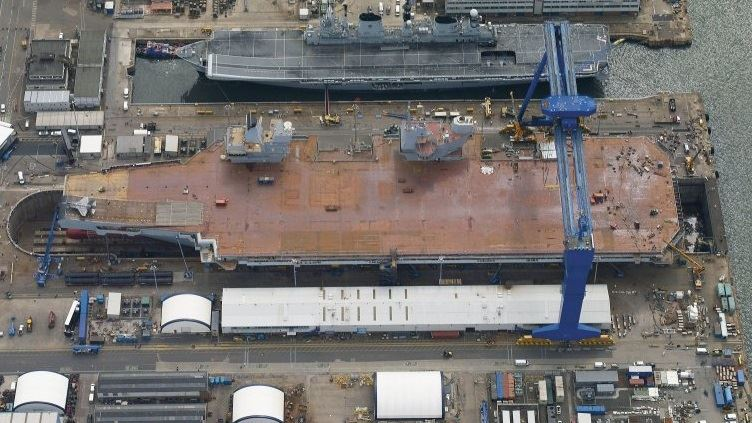
„Queen Elizabeth” w budowie – porównanie z lotniskowcem HMS „Illustrious” obok

Już w 1997 roku rozpoczęto analizy w przedmiocie budowy nowych lotniskowców, przy czym rozważano kilka wariantów, różniących się wielkością i systemem startu samolotów (konwencjonalny z katapultą CATOBAR lub krótkiego startu STOBAR lub STOVL). Program nowych lotniskowców otrzymał akronim CVF (Carrier Vessel Future – lotniskowiec przyszłości). W Strategicznym Przeglądzie Obrony (Strategic Defence Review) opublikowanym w lipcu 1998 roku rząd Tony’ego Blaira ujął budowę dwóch dużych okrętów o wyporności 40 000 ton i przenoszących do 50 statków powietrznych, dla zastąpienia dotychczasowych trzech lekkich lotniskowców, przy czym pierwszy z nich miał wejść do służby w 2012, a drugi w 2015 roku. Początkowo prace analityczne nad projektem Ministerstwo Obrony zleciło odrębnie zespołom BAE Systems i Thales UK, z których każdy miał opracować dwa projekty: mniejszy lotniskowiec STOVL i większy konwencjonalny. Wybrano do dalszych prac większy projekt Thalesa, lecz przystosowany do systemu STOVL, polegającego na krótkim starcie samolotów V/STOL przy pomocy skoczni dziobowej (ang. ski-jump), z pionowym lądowaniem, podobnie jak na lekkich lotniskowcach. Pozwoliło to na wyeliminowanie skomplikowanej katapulty, lecz z drugiej strony ograniczyło wybór samolotów, a przy tym samoloty V/STOL mogą maksymalnie zabierać mniej paliwa lub uzbrojenia od ich konwencjonalnych odpowiedników. Już w styczniu 2001 roku zdecydowano jednak, że samolotem pokładowym będzie amerykański perspektywiczny myśliwiec wielozadaniowy programu JSF, który doprowadził do powstania samolotu Lockheed F-35 Lightning II. We wrześniu 2002 roku samolot ten w wersji pionowego i krótkiego startu i lądowania F-35B, której rozwój współfinansowała Wielka Brytania, został oficjalnie wskazany jako przyszły samolot dla marynarki brytyjskiej. Z nietypowych rozwiązań projektowych, zdecydowano się też na zastosowanie dwóch oddzielnych nadbudówek po prawej stronie, przedzielonych podnośnikiem lotniczym. 

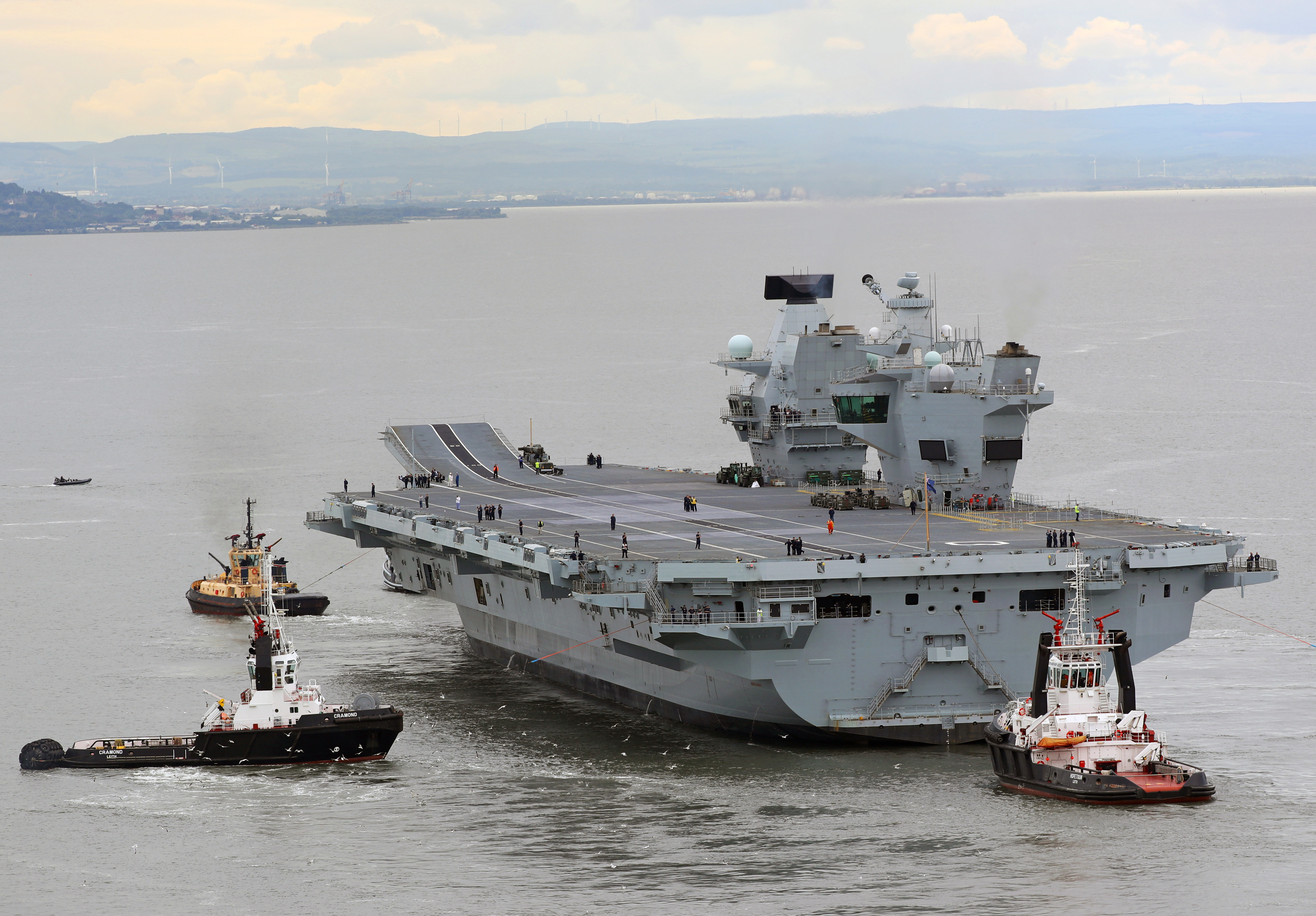
HMS „Queen Elizabeth” wypływa w próbny rejs, 2017 r.

Sekcja dziobowa „Queen Elizabeth” przed montażem

Z uwagi na rozmiar zadania, BAE Systems i Thales UK 30 stycznia 2003 roku połączyły siły jako konsorcjum Aircraft Carrier Alliance (ACA), do którego przystąpiły też następnie inne przedsiębiorstwa. 14 grudnia 2005 roku ACA otrzymała finansowanie na rozpoczęcie fazy demonstracyjnej projektu. 25 lipca 2007 roku Ministerstwo Obrony potwierdziło zamiar zamówienia dwóch lotniskowców, po czym 3 lipca 2008 roku zawarło umowę z konsorcjum ACA, pierwotnie opiewającą na 3,9 miliarda funtów. Zdecydowano się na zamówienie dwóch okrętów, aby zapewnić dostępność przynajmniej jednego lotniskowca, gdy drugi będzie w rezerwie lub remoncie. BAE Systems było podmiotem odpowiedzialnym za budowę, integrację systemów i ukończenie okrętów, a Thales UK między innymi za projekt fazy 1 i napęd. Według pierwotnych planów, okręty miały być ukończone w lipcu 2015 i w 2016 roku, lecz budowa się opóźniła, między innymi z powodu światowego kryzysu finansowego i szukania krótkoterminowych oszczędności, co spowodowało przesunięcie w grudniu 2008 roku terminu ich ukończenia. Koszty programu także rosły i analizowano możliwość anulowania budowy drugiej jednostki, lecz wiązałoby się to z wysokimi karami umownymi.
W 2010 roku w kolejnym Strategicznym Przeglądzie Obronnym nowy rząd stwierdził, że bardziej odpowiednim samolotem uderzeniowym dla lotniskowców byłaby wersja konwencjonalnego startu F-35C. Konsorcjum ACA podjęło wówczas analizy możliwości przeprojektowania drugiej jednostki i jej ukończenia z najnowszą amerykańską katapultą elektromagnetyczną EMALS i aerofiniszerem AAG, opracowanymi dla lotniskowców typu Gerald R. Ford. Oprócz zwiększenia kosztów o około 2 miliardy funtów, pociągnęłoby to jednak za sobą dalsze opóźnienie w oddaniu okrętu do 2023 roku. Nie wyjaśniono przy tym, czy brany był pod uwagę wariant ze starszą i tańszą katapultą parową C13 i aerofiniszerem Mark 7. 10 maja 2012 roku rząd ogłosił ostatecznie, że okręty będą ukończone w pierwotnym wariancie, z samolotami V/STOL F-35B. W listopadzie 2013 roku ustalono ostateczny budżet na oba lotniskowce: 6,2 miliarda funtów. Ogółem, proces pozyskania okrętów był oceniany jako jeden z najbardziej skomplikowanych i przedłużających się w brytyjskiej historii.

### Budowa

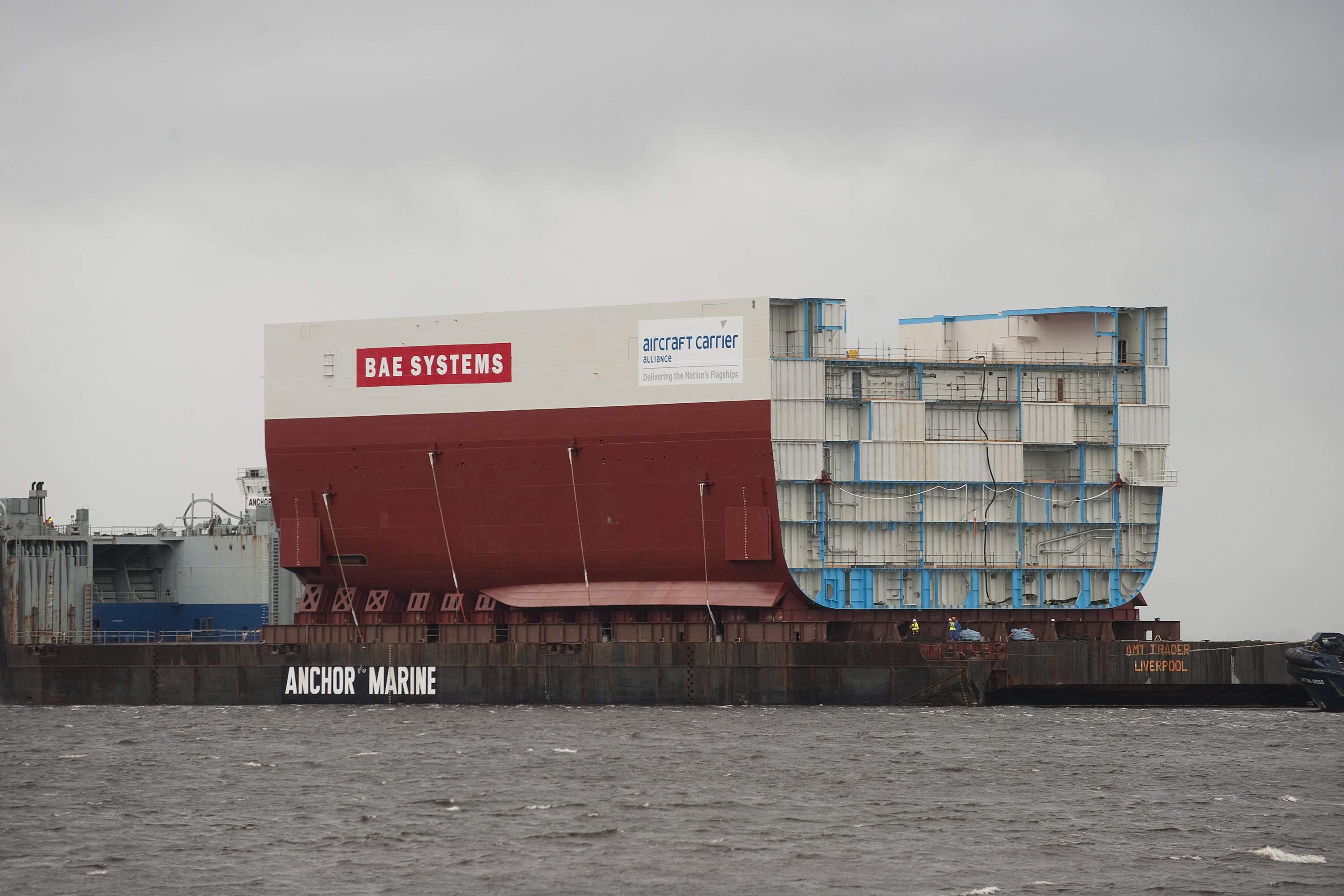
Transport sekcji kadłuba „Queen Elizabeth”

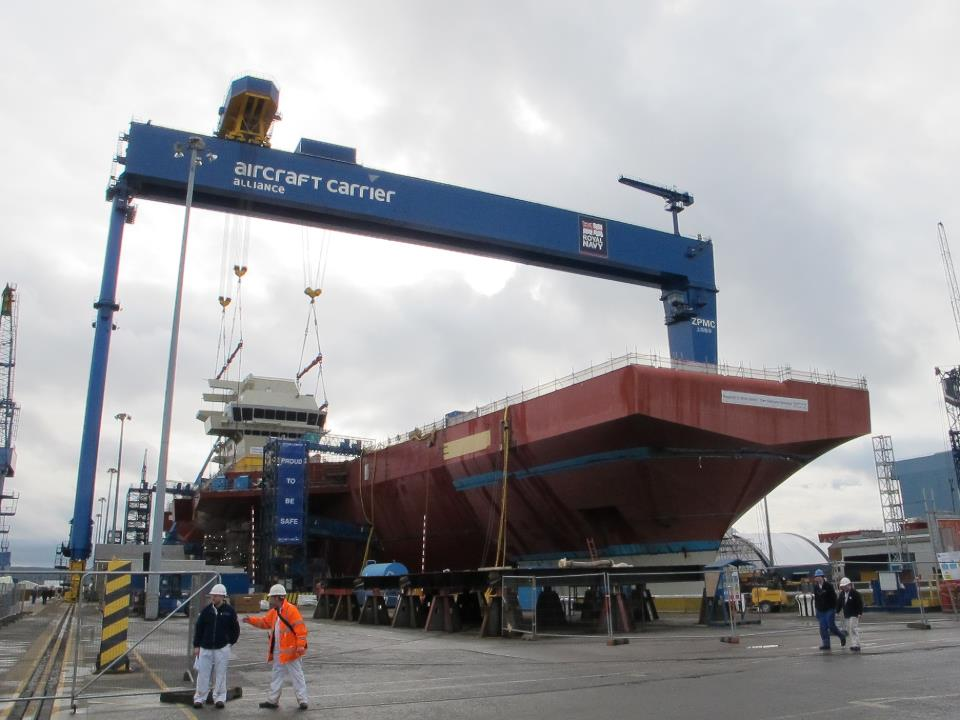
Montaż nadbudówki na „Queen Elizabeth”

Budowa była prowadzona metodą blokową, z 52 prefabrykowanych modułów. Moduły były wykonywane w siedmiu stoczniach na terenie Wielkiej Brytanii, a następnie transportowane drogą morską i scalane w suchym doku numer 1 stoczni Babcock Marine w Rosyth. W budowie brały udział stocznie: BAE Systems w Govan (Glasgow), Scotstoun (Glasgow) i Portsmouth, Babcock Marine w Rosyth i Appledore, Cammell Laird w Birkenhead oraz A&P Group nad Tyne. Budowa okrętów wymagała modernizacji doku – powiększenia wejścia i przeprofilowania ścian oraz zainstalowania 1000-tonowej suwnicy o nazwie Goliath sprowadzonej z Szanghaju. Dolna część kadłuba powstała z pięciu bloków (symbol LB – lower block), z których największy LB 04 miał masę 11 422 ton. Cztery główne dolne moduły kadłuba oraz obie nadbudówki wykonywały dwie stocznie BAE Systems w Govan (LB 03 i 04) i Portsmouth (LB 02 i 05). Dziób z gruszką dziobową (LB 01) wykonywał Babcock Marine w Appledore. Cięcie stali na pierwszy z okrętów „Queen Elizabeth”, uznane za położenie stępki, rozpoczęło się uroczyście w Govan 7 lipca 2009 roku. Cięcie blach na drugi okręt „Prince of Wales” rozpoczęto 16 lutego 2011 roku.
Budowę kadłuba „Queen Elizabeth” zakończono w listopadzie 2013 roku, montując jako ostatni blok skoczni dziobowej, a 17 lipca 2014 roku okręt opuścił suchy dok, co stanowiło wodowanie. 4 lipca 2014 roku w Rosyth miała miejsce ceremonia chrztu jednostki, symbolicznie kończąca budowę okrętu. Następnie okręt znajdował się w trakcie montażu i integrowania wyposażenia. 7 grudnia 2017 roku w Portsmouth odbyła się uroczystość wprowadzenia lotniskowca „Queen Elizabeth” do służby w Royal Navy. 22 grudnia 2017 roku wodowano „Prince of Wales”, a 10 grudnia 2019 roku wszedł on do służby.
Łącznie z budową nowych lotniskowców rozbudowano i zmodernizowano bazę morską w Portsmouth, między innymi pogłębiając baseny i modernizując nabrzeża.
Projektem okrętów zainteresowała się również Francja, posiadająca jeden lotniskowiec („Charles de Gaulle”). W 2006 roku podpisano wstępne porozumienie międzyrządowe przewidujące możliwość budowy okrętu zmodyfikowanego typu, wyposażonego w katapulty, we Francji. Decyzja o ich budowie jednak ostatecznie nie zapadła. W 2019 roku rozmowy z brytyjskim rządem w przedmiocie ewentualnej budowy lotniskowca zmodyfikowanego projektu podjęły Indie; ewentualny okręt miałby nosić nazwę „Vishal”.

## Opis

### Konstrukcja

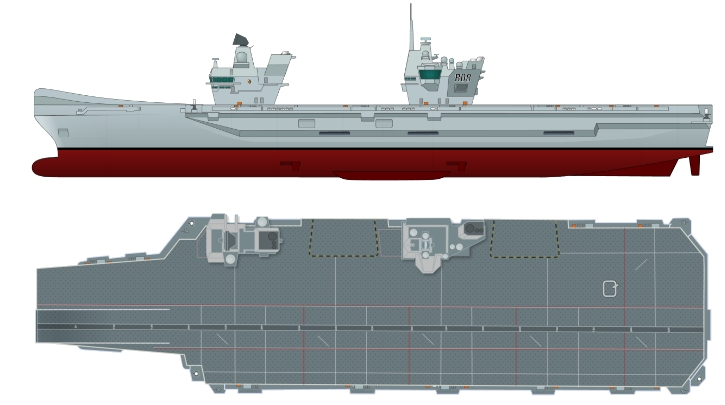
Plan okrętów typu Queen Elizabeth

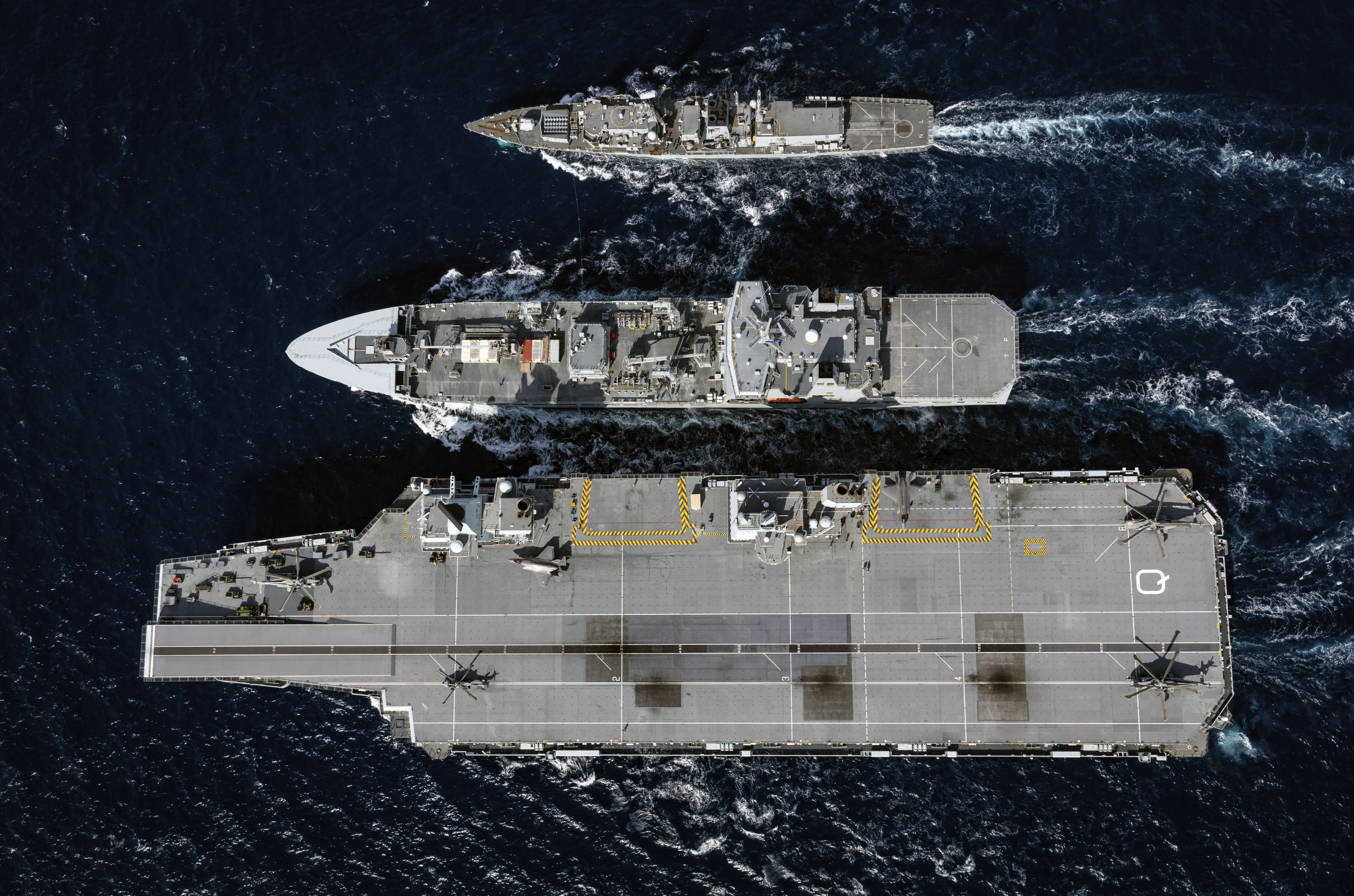
HMS „Queen Elizabeth” z okrętami swojej grupy – widoczny obrys pokładu

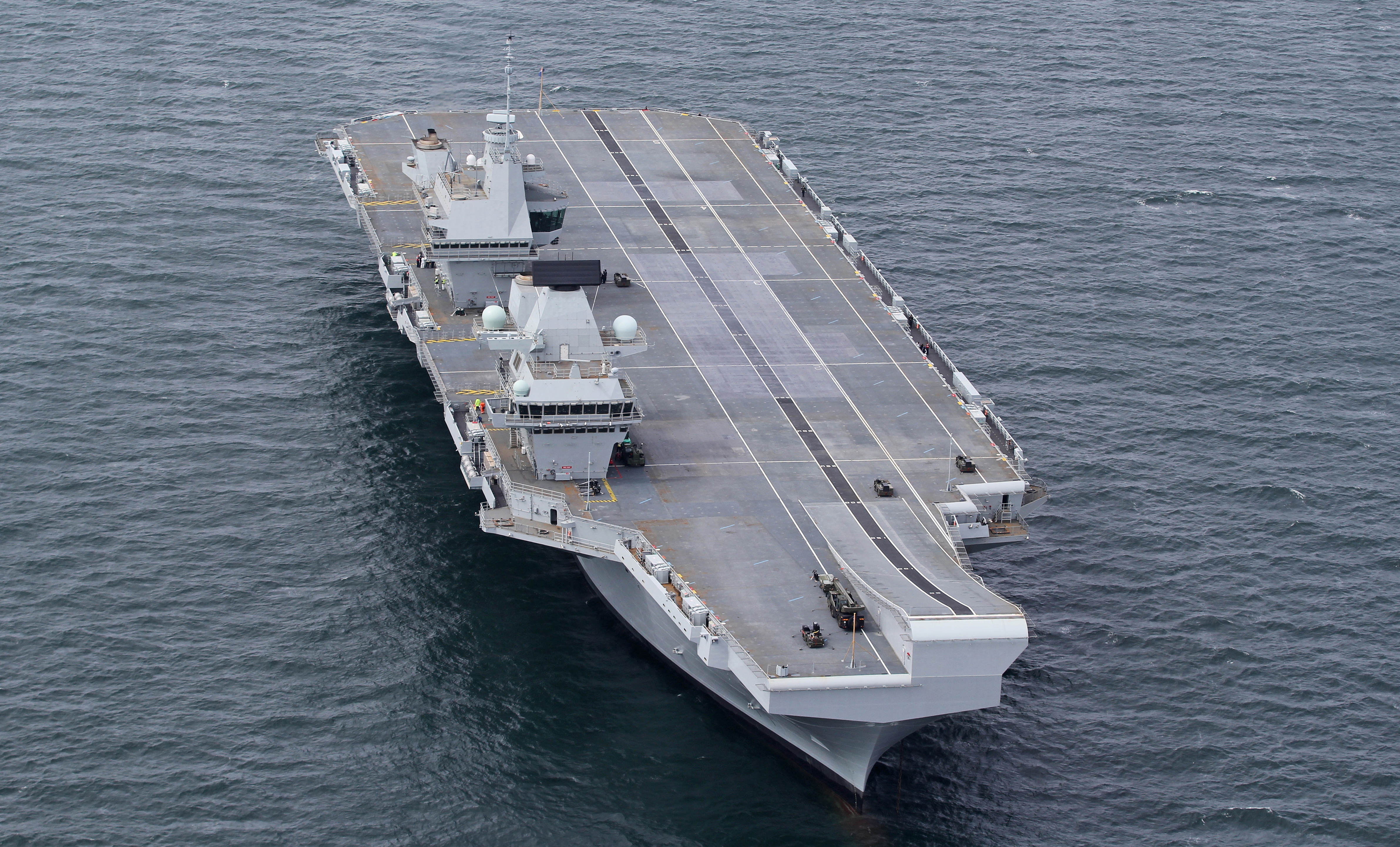
HMS „Queen Elizabeth” od dziobu

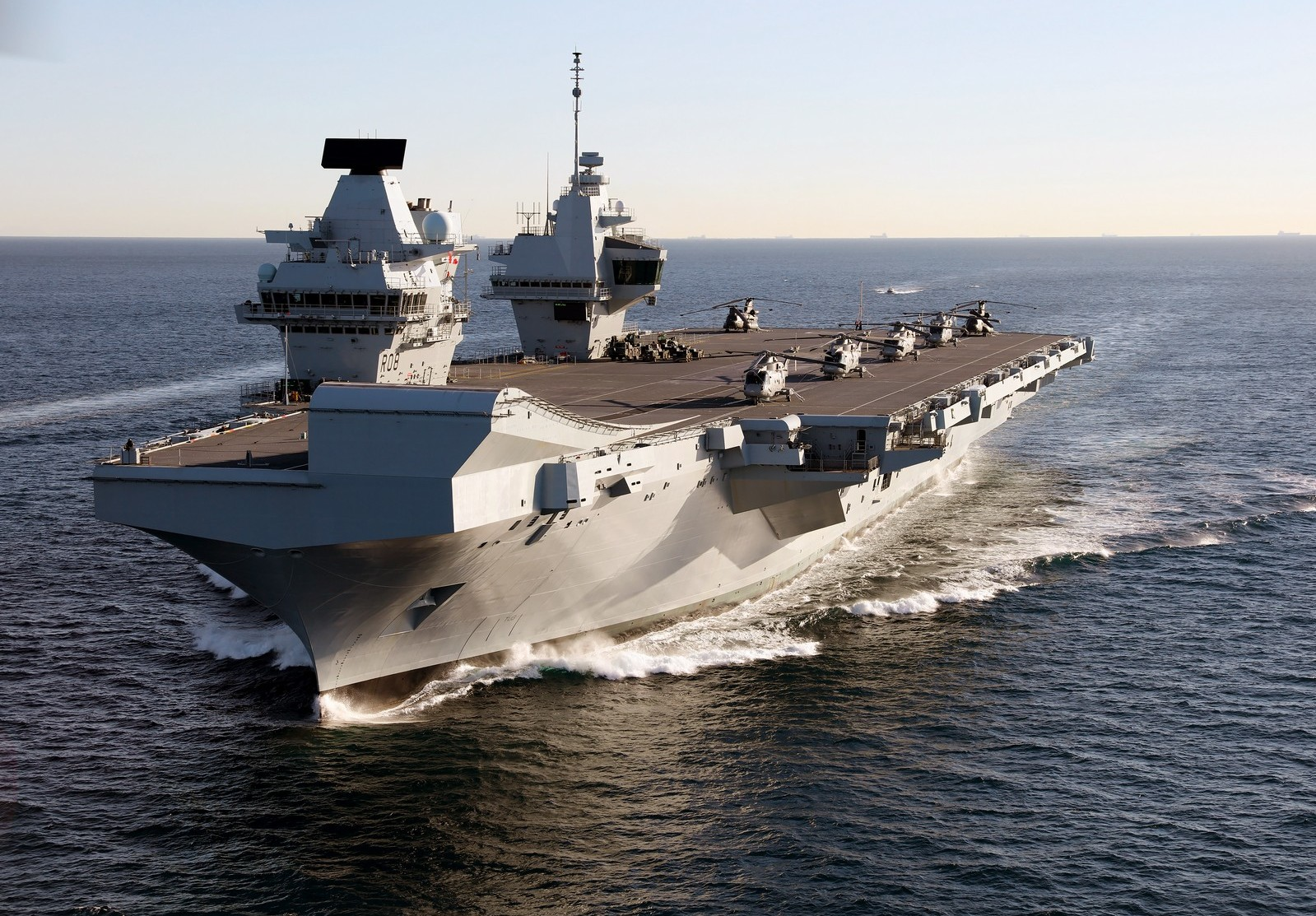
HMS „Queen Elizabeth”, 2018 r.

Kadłub okrętów typu Queen Elizabeth ma 280 metrów długości, a 265,5 metra na linii wodnej. Szerokość kadłuba na linii wodnej wynosi 39 metrów, a maksymalna 73 metry. Zanurzenie okrętów wynosi 11 metrów przy wyporności pełnej. Wyporność pełna określana jest na 65 000 ton, przy czym okręty projektowane były z zapasem wyporności i w miarę ewentualnych modernizacji możliwe jest jej zwiększenie do 70 600 ton.
W odróżnieniu od wcześniejszych brytyjskich lotniskowców, kształt pokładu lotniczego zbliżony jest do klasycznego wzorca wprowadzonego przez lotniskowce amerykańskie od typu Forrestal, z dużymi nawisami pokładu lotniczego na sponsonach nad oboma burtami, o krawędziach równoległych do burt. W odróżnieniu jednak od nich, nawisy pokładu lotniczego są bardziej symetryczne, a pokład zachowuje maksymalną szerokość aż do samej rufy, co jest unikalną cechą lotniskowców typu Queen Elizabeth i pozwala na lepsze wykorzystanie miejsca na parkowanie samolotów. Pokład lotniczy rozciąga się na całą długość okrętu i ma szerokość do 67 metrów. Jego powierzchnia wynosi 16 000 m². Na samym dziobie po lewej stronie pokład wznosi się w formie oprofilowanej skoczni (ang. ski-jump) pod kątem 13°. Z uwagi na możliwość pionowego startu samolotów, pokład lotniczy pokryty został żaroodporną powłoką TMS, zabezpieczającą przed gazami wylotowymi. Nadbudówki umieszczone są typowo dla lotniskowców, na prawej wystającej części pokładu, lecz kolejną unikalną cechą jest zastosowanie dwóch osobnych wyspowych nadbudówek podobnej wielkości, dla zwiększenia odporności okrętów na uszkodzenia. Nadbudówki mają ukośne ściany, rozszerzające się do góry w celu rozpraszania fal radarowych. Dowodzenie okrętem odbywa się z nadbudówki dziobowej, a operacjami lotniczymi – z nadbudówki rufowej, lecz w razie uszkodzenia każda może przejąć zadania drugiej. Zastosowanie dwóch mniejszych nadbudówek pozwoliło także na zmniejszenie zawirowań powietrza nad pokładem oraz korzystne dla zmniejszenia zakłóceń odsunięcie od siebie anten systemów radiolokacyjnych. Nadbudówka dziobowa na czwartym piętrze ma pomost nawigacyjny z panoramicznymi szybami o wysokości dwóch metrów, ze wzmacnianego szkła grubości 40 mm. Poniżej znajduje się rezerwowe stanowisko kierowania lotami. Główne stanowisko kierowania lotami na nadbudówce rufowej ma panoramiczne wzmacniane szyby o wysokości trzech metrów od strony pokładu lotniczego. Na obu nadbudówkach są także kominy wylotowe spalin z turbin i silników.
Hangar zajmuje wysokość dwóch pokładów pod pokładem lotniczym i ma wymiary 168,4 × 29,04 metra lub według innych danych 155 × 33,5 metra. Jego wysokość wynosi od 6,7 do 10 metrów, a powierzchnia 4830 m². Może on pomieścić 20 samolotów F-35. Dwie zewnętrzne windy dla samolotów umieszczone na skraju pokładu po prawej stronie, między nadbudówkami i za tylną nadbudówką. Mają powierzchnię po 400 m² i udźwig 70 ton, a czas transportu samolotu wynosi poniżej 60 sekund. Każda winda może pomieścić dwa F-35 naraz lub śmigłowiec wielkości Chinooka z rozłożonymi wirnikami. Na pokładzie mogą parkować 24 samoloty F-35 i 4 śmigłowce Merlin, prowadząc przy tym operacje lotnicze. Wielkość pokładu umożliwia także równoczesne starty i lądowania samolotów i śmigłowców.
Kadłub podzielony jest na 19 głównych przedziałów wodoszczelnych i ma 8 pokładów. W konstrukcji przywiązano wagę do niezatapialności jednostek, które mają dno podwójne i aż pięć wzdłużnych grodzi przeciwtorpedowych przy każdej z burt, z systemem aktywnej wymiany cieczy (LLS – Liquid Layer System) – ze zbiornikami paliwa między grodziami, dla rozpraszania energii wybuchu, które w miarę ubywania paliwa zapełniane są wodą morską. W kluczowych miejscach, w tym w rejonie napędu, magazynów i hangaru, zastosowano pancerz ciężki oraz kompozytowy, a w innych ważnych pomieszczeniach osłony przeciwodłamkowe. Elementy osłony lotniskowców ważą ogółem ok. 3000 ts. Przeżywalności sprzyja też rozdzielenie siłowni na dwie oddzielone grupy przedziałów.
Na okrętach zastosowano zautomatyzowany paletowy system transportu uzbrojenia na pokład HMWHS (Highly Mechanized Weapons Handling System), pozwalający na zmniejszenie liczebności obsługi. Dzięki automatyzacji okrętów, załoga liczy etatowo 679 osób, nie licząc grupy lotniczej (nieco mniej, niż na dwukrotnie mniejszych lotniskowcach typu Invincible i ponad sześciokrotnie mniej niż na dwukrotnie większych lotniskowcach amerykańskich). Przewidziano, że do 15% załogi mogą stanowić kobiety. Z grupą lotniczą i piechotą morską obsada okrętów może sięgnąć 1600 ludzi, lub w razie potrzeby więcej w gorszych warunkach zakwaterowania. Na okręcie jest 470 kabin, maksymalnie sześcioosobowych. Przywiązano wagę do zapewnienia dobrych warunków pracy i odpoczynku załogi, która ma także do dyspozycji udogodnienia niespotykane wcześniej na brytyjskich lotniskowcach, typu kino i kompleks fitness. Szpital okrętowy ma salę operacyjną i osiem łóżek, z możliwością powiększenia w razie uczestnictwa w operacjach humanitarnych.

### Grupa lotnicza

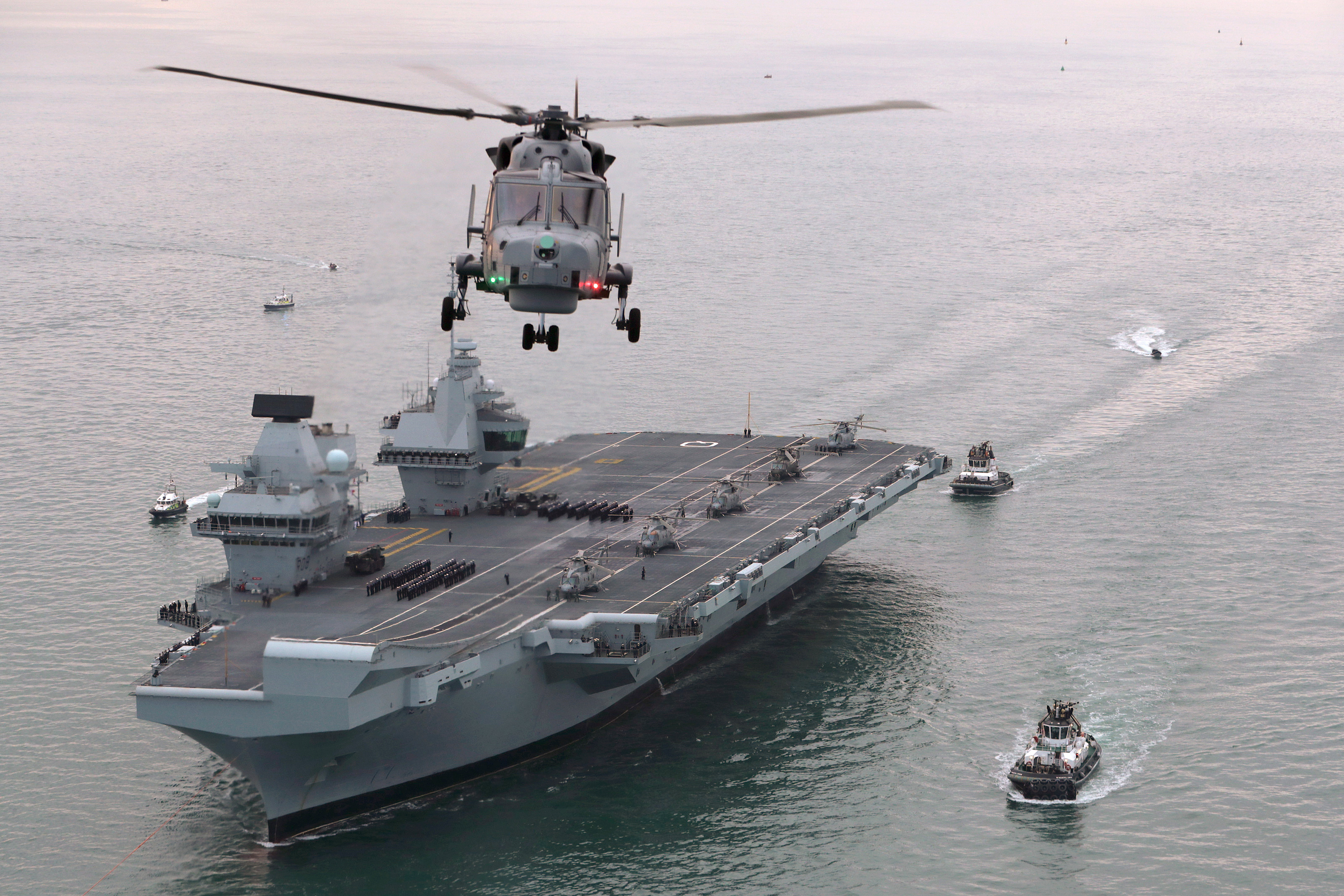
Śmigłowiec Wildcat nad HMS „Queen Elizabeth”, 2019 r.

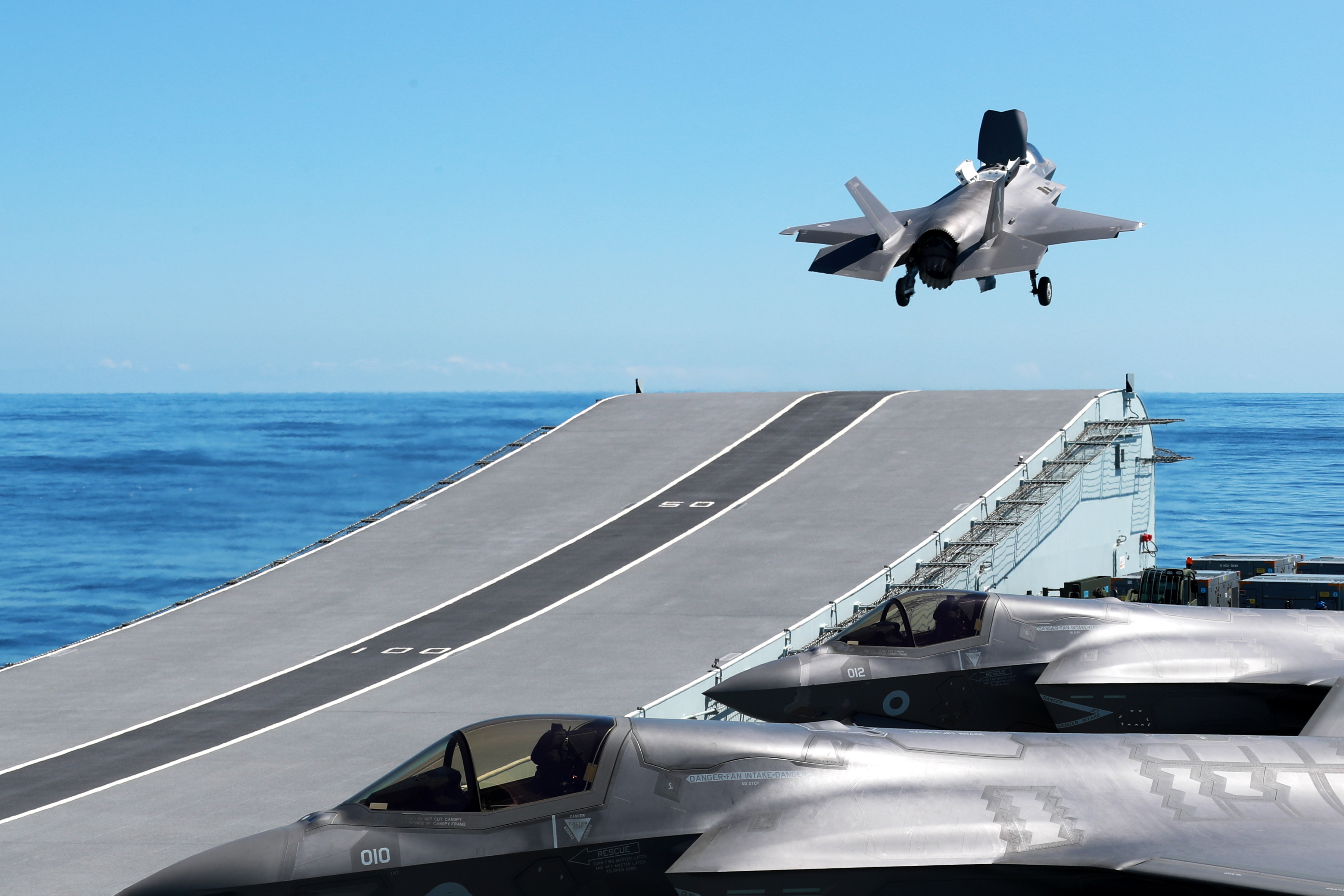
Start F-35B z pokładu HMS „Queen Elizabeth”, 2020 r.

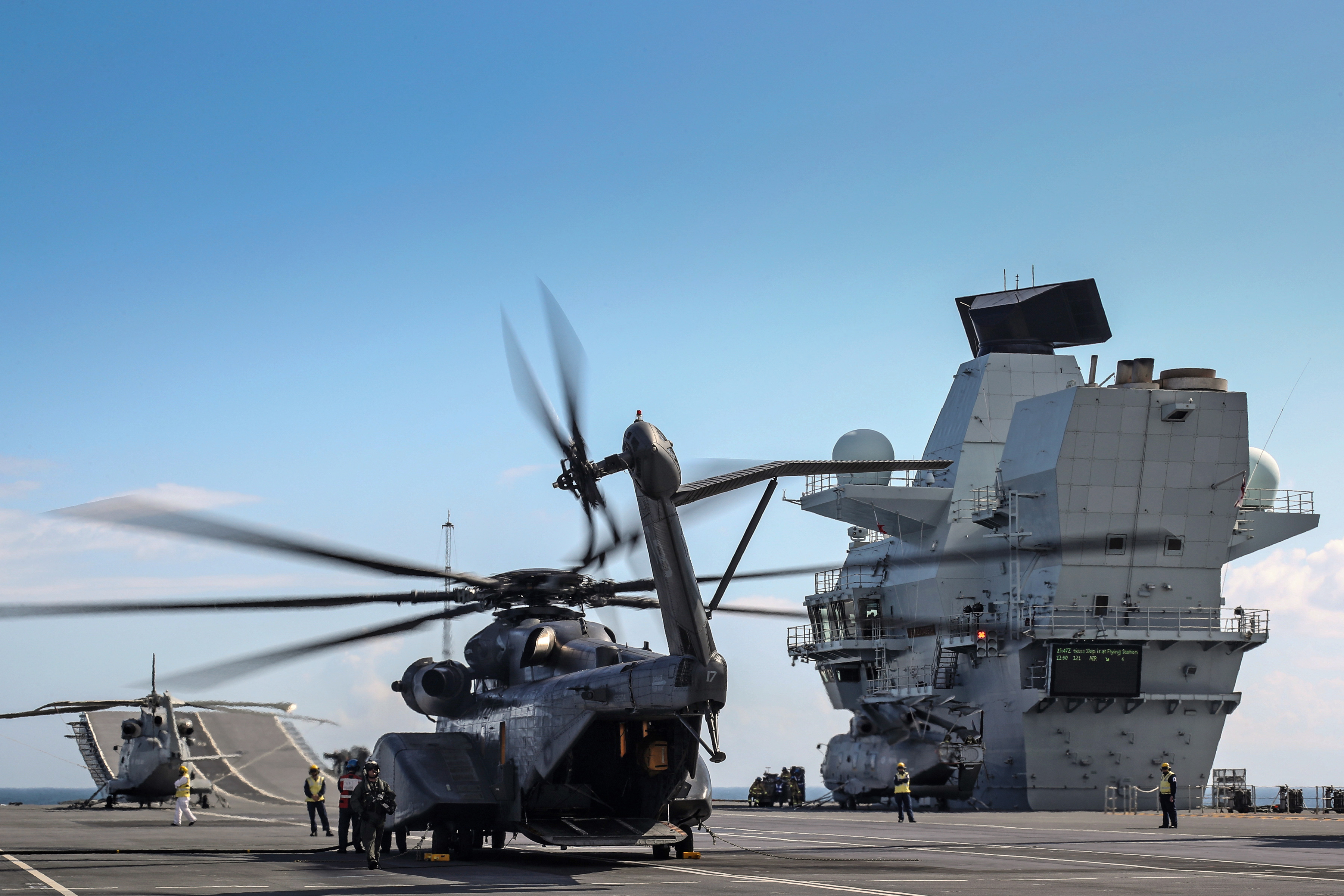
Amerykański śmigłowiec ciężki MH-53E na pokładzie HMS „Queen Elizabeth”, 2018 r.

Okręty nie mają stałej grupy lotniczej, która może być dobierana w zależności od potrzeb i liczyć do 40 samolotów i śmigłowców, zarówno lotnictwa Marynarki, jak i sił powietrznych (Royal Air Force). Przewidywana grupa lotnicza lotniskowców typu Queen Elizabeth w razie działań wojennych do celów uderzeniowych może liczyć 36 myśliwców wielozadaniowych Lockheed F-35B Lightning i cztery śmigłowce Merlin. Początkowo okręty projektowano z myślą o zabieraniu 36 myśliwców, 4 śmigłowców przeciwpodwodnych i 4 śmigłowców wczesnego ostrzegania, lecz w 2013 roku ustalono maksymalny skład grupy na 30 F-35B, 6 śmigłowców przeciwpodwodnych i 4 wczesnego ostrzegania. Normalnie w czasie pokoju ma stacjonować 12 samolotów.
Przewidziano także składy grup lotniczych do poszczególnych zadań. Grupa do zadań pełnomorskiej ochrony floty (Maritime Force Protection) liczy 12 samolotów F-35B, 9 śmigłowców zwalczania okrętów podwodnych Merlin HM.2 i 5 śmigłowców wczesnego ostrzegania i kierowania Merlin HM.2 ASaC z systemem radarowym Crowsnest. Do działań przybrzeżnych (Litoral Manoeuvre) można przenosić śmigłowce dla wsparcia piechoty morskiej, np. 12 transportowych Merlin HC.4, 6 wielozadaniowych Wildcat AH.1, 3 transportowe Chinook HC.2 i 8 armijnych szturmowych WAH-64 Apache. Okręty mogą zabierać w hangarze wszystkie typy śmigłowców w brytyjskiej służbie. Nie przewiduje się na pokładzie wyspecjalizowanych śmigłowców ratunkowych.
Samoloty F-35B dysponują możliwością pionowego startu i lądowania, lecz dla oszczędności paliwa, a tym samym zwiększenia zasięgu lub udźwigu, mają startować z krótkim rozbiegiem przy użyciu skoczni oraz wykorzystywać nowo opracowaną technikę lądowania SRVL (Shipborne Rolling Vertical Landing), pozwalającą na lądowanie bez uprzedniego odrzucenia niewykorzystanego uzbrojenia. Technika ta polega na lądowaniu poziomym z wytraceniem prędkości dzięki sterowaniu wektorem ciągu, a następnie hamowaniem na pokładzie przy użyciu własnych hamulców. 25 września 2018 roku u wybrzeży USA doszło do pierwszych testowych lądowań samolotów F-35B. W październiku 2020 roku uderzeniowa grupa z lotniskowcem „Queen Elizabeth” osiągnęła gotowość operacyjną.

### Uzbrojenie i wyposażenie

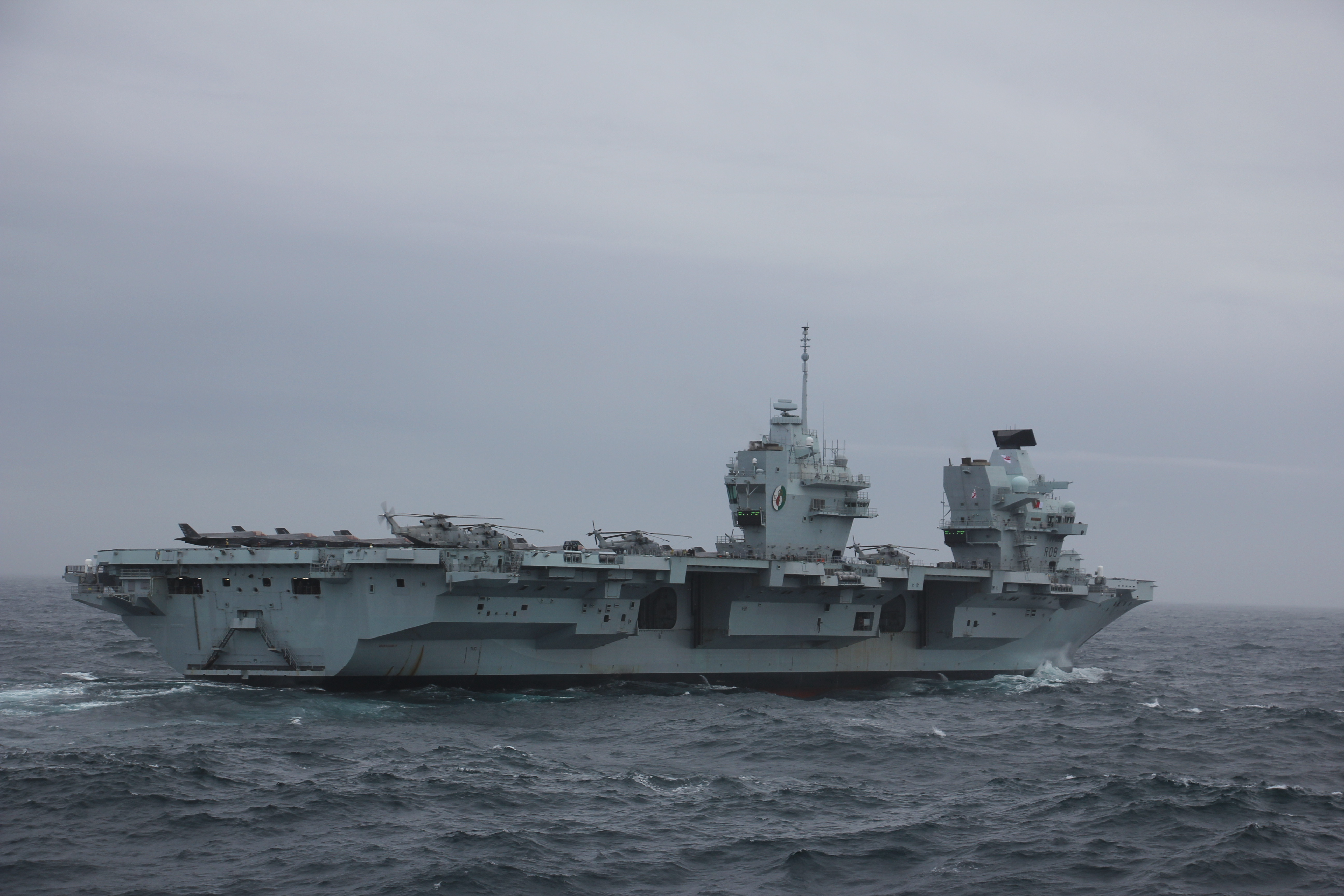
„Queen Elizabeth” od rufy – widoczne ekrany na nadbudówkach oraz dwa z trzech zestawów artyleryjskich Phalanx, po lewej i prawej stronie zdjęcia (z białymi kopułami radarów), 2020 r.

Okręty mają uzbrojenie służące jedynie do bezpośredniej samoobrony, w postaci trzech sześciolufowych zestawów artyleryjskich Phalanx Mk 15 Mod 1B kalibru 20 mm oraz czterech jednolufowych zdalnie sterowanych działek 30 mm DS30M Seahawk Mk 2. Dwa zestawy Phalanx są ustawione w dziobowej części, na sponsonach przed bocznymi częściami pokładu lotniczego. Trzeci ustawiony jest na rufie, na sponsonie po lewej stronie. W skład wyposażenia wchodzi system przeciwtorpedowy SSTD-2170 (Surface Ship Torpedo Defence).
W skład systemów obserwacji technicznej wchodzą przede wszystkim dwa radary trójwspółrzędne. Główny radar wykrywania celów powietrznych dalekiego zasięgu Thales S1850M zainstalowany jest na dachu nadbudówki dziobowej. Inne źródła podają oznaczenie radaru Typ 1046. Radar pracuje w paśmie E/F i może śledzić do 1000 celów w odległości do 400 km. Drugi radar dozoru ogólnego ARTISAN Typ 997 produkcji BAE Systems umieszczony jest na nadbudówce rufowej, pracuje w paśmie I/J i może śledzić ponad 900 celów powietrznych i morskich w odległości do 200 km. Ponadto okręty mają radar Leonardo SPN-720 do kontroli operacji lotniczych, pracujący w paśmie I. Może śledzić dwa samoloty na podejściu do okrętu na odległości do 20 km, a jego praca charakteryzuje się trudnowykrywalnością. Wyposażenie uzupełniają trzy radary nawigacyjne Vision Master FT produkcji Sperry Marine. Na nadbudówce rufowej znajduje się głowica systemu optoelektronicznego Ultra Electronics Series 2500, służąca m.in. do obserwacji ścieżki podejścia samolotów.
Okręty mają skomputeryzowany system dowodzenia walką BAE Systems CMS-1 (Combat Management System), współpracujący z systemem zarządzania okrętem L-3 IPPS (Integrated Platform Management System). Do kierowania operacjami lotniczymi służy system AGMA (Air Group Management Application), którego informacje są wyświetlane między innymi na wyświetlaczach ścianowych o wymiarach 2 × 4 metry. Kontrolerzy lotów dysponują systemem kontroli ścieżki podejścia GPC (Glide Path Camera).

### Napęd
Na etapie projektu rozważano napęd atomowy, lecz został on odrzucony, jako zwiększający koszt okrętów o 30–50%. Ostatecznie zastosowano napęd w układzie CODLAG, składający się z dwóch turbin gazowych Rolls-Royce Marine MT30 o mocy po 36 000 kW, napędzających alternatory GE Power Conversion. Ponadto okręty mają cztery zespoły prądotwórcze Wärtsilä, w tym dwa z silnikami wysokoprężnymi 12V38 o mocy 8700 kW i dwa z silnikami 16V38 o mocy po 11 600 kW, oraz awaryjne generatory Wärtsilä o mocy po 2000 kW. Prąd napędza cztery zblokowane parami indukcyjne silniki elektryczne AIM produkcji GE Power Conversion o mocy po 20 000 kW, które poruszają dwie pięciołopatowe śruby o stałym skoku. Śruby mają średnicę 6570 mm, masę 33 tony i wykonane są z brązu aluminiowoniklowego, wyprodukowane w Szwecji przez firmę Rolls-Royce KaMeWa. Łopaty śrub mogą być wymieniane bez dokowania. Okręty mają dwa stery płytowe i cztery chowane aktywne płetwowe stabilizatory przechyłów o powierzchni po 11,5 m². Turbiny i generatory rozmieszczone są dla zwiększenia przeżywalności w czterech osobnych przedziałach: dwóch przedziałach generatorów i dwóch przedziałach turbin wraz z alternatorami. Turbiny gazowe montowane są poniżej nadbudówek dla skrócenia przewodów dymowych i czerpni powietrza. Zespół napędowy umożliwia rozwijanie prędkości ponad 26 węzłów – a według niektórych publikacji, nawet ponad 32 węzłów, przy czym oficjalnie podawana jest wartość „ponad 25 węzłów”. Przy prędkości ekonomicznej 15 węzłów zasięg ma wynosić 10 000 Mm. Zbiorniki paliwa okrętowego F-76 mają pojemność 4 milionów litrów, a nafty lotniczej F-44 – 3 milionów litrów. Łącznie zapas paliwa wynosi 9450 ton.

### Podsumowanie

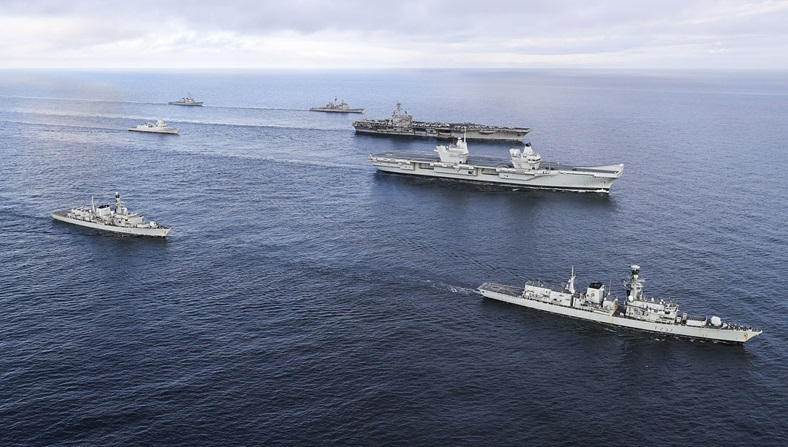
HMS „Queen Elizabeth” w formacji z amerykańskim lotniskowcem USS „George H.W. Bush”, 2017 r.

Okręty typu Queen Elizabeth są największymi w historii okrętami zbudowanymi dla Royal Navy. Mają największy pokład lotniczy i pojemność hangaru ze wszystkich zbudowanych brytyjskich lotniskowców. Są również największymi okrętami świata po amerykańskich tzw. superlotniskowcach, zapoczątkowanych przez typ Forrestal. Ich potencjał bojowy ustępuje jedynie amerykańskim superlotniskowcom, przenoszącym większą liczbę i szerszy asortyment samolotów. Okręty w chwili wejścia do służby były w pełni nowoczesne, o dużych możliwościach, a przenoszone samoloty najnowszej generacji pozwoliły na przywrócenie marynarce brytyjskiej możliwości uderzeniowych. Decyzja o wyborze samolotu pionowego i krótkiego startu i lądowania F-35B jest jednak krytykowana przez część specjalistów, którzy uważają, że rezygnacja z katapult, pozwalających na używanie myśliwców klasycznego startu F-35C i innych samolotów, była błędem. Dzięki wielkości okrętów, zachowano możliwość ich przebudowy w przyszłości z zastosowaniem katapulty parowej C13 i aerofiniszerów, jednak z uwagi na koszt, taka ewentualność była uważana za mało prawdopodobną. W 2023 roku jednakże brytyjska marynarka ujawniła, że rozważa doposażenie lotniskowców w katapulty i liny hamujące w celu umożliwienia bazowania bezzałogowych samolotów nowej generacji. Niektórzy autorzy za błąd osłabiając potencjał lotniskowców uważają również rezygnację z napędu nuklearnego, zmniejszającą ich autonomiczność, powodującą konieczność zaopatrywania w morzu i zwiększającą ryzyko awarii urządzeń elektrycznych. Podkreśla się, że na dłuższą metę w cyklu życia okrętów korzyści ekonomiczne z zastosowania tańszego napędu konwencjonalnego mogą być zniwelowane przez koszt paliwa i konserwacji urządzeń.

## Okręty
- „Queen Elizabeth”
- „Prince of Wales”